# Episodi di 14º Distretto (settima stagione)
La settima stagione della serie televisiva 14º Distretto è stata trasmessa in anteprima in Germania da Das Erste tra il 26 ottobre 1993 e l'11 gennaio 1994.
| nº | Titolo originale | Titolo italiano | Prima TV Germania | Prima TV Italia |
| -- | ---------------- | --------------- | ----------------- | --------------- |
| 1  | Der Besuch       | inedito         | 26 ottobre 1993   | inedito         |
| 2  | Frühlingsgefühle | inedito         | 2 novembre 1993   | inedito         |
| 3  | Brüderchen       | inedito         | 9 novembre 1993   | inedito         |
| 4  | Späte Reue       | inedito         | 16 novembre 1993  | inedito         |
| 5  | Das Radrennen    | inedito         | 23 novembre 1993  | inedito         |
| 6  | Pferdediebe      | inedito         | 30 novembre 1993  | inedito         |
| 7  | Zapfenstreich    | inedito         | 7 dicembre 1993   | inedito         |
| 8  | Oh, du fröhliche | inedito         | 21 dicembre 1993  | inedito         |
| 9  | Bodo             | inedito         | 14 dicembre 1993  | inedito         |
| 10 | Türkisches Poker | inedito         | 28 dicembre 1993  | inedito         |
| 11 | Ein Hundstag     | inedito         | 4 gennaio 1994    | inedito         |
| 12 | Ellens Baby      | inedito         | 11 gennaio 1994   | inedito         |